# 津村秀門
津村 秀門（つむら ひでかど）は、戦国時代から安土桃山時代にかけての武将。筑後国津村城主。
津村氏は藤原秀郷の流れを汲む栗木秀政の子孫である津村秀保を祖とする。秀保の時、九州へ下り大友氏に従い、津村城を築き津村氏を名乗ったという。天正6年（1578年）11月、肥前国の龍造寺隆信の筑後侵攻に対し、秀門は大友方として抗戦するも衆寡敵せず、討ち死にを遂げ、津村城も落城した。秀門の子である秀千代は城から脱出し浮羽郡へ逃れた。秀千代の孫の代に津村へ戻り、以後庄屋を営んだ。